# Zabdiel Sampson
Zabdiel Sampson (* 22. August 1781 in Plympton, Plymouth County, Massachusetts; † 19. Juli 1828 in Plymouth, Massachusetts) war ein US-amerikanischer Politiker. Zwischen 1817 und 1820 vertrat er den Bundesstaat Massachusetts im US-Repräsentantenhaus.

## Leben
Zabdiel Sampson erhielt eine klassische Schulausbildung und studierte bis 1803 an der Brown University in Providence (Rhode Island). Nach einem anschließenden Jurastudium und seiner 1806 erfolgten Zulassung als Rechtsanwalt begann er in Plymouth in diesem Beruf zu arbeiten. Politisch wurde er Mitglied der Demokratisch-Republikanischen Partei. Bei den Kongresswahlen des Jahres 1816 wurde Sampson im achten Wahlbezirk von Massachusetts in das US-Repräsentantenhaus in Washington, D.C. gewählt, wo er am 4. März 1817 die Nachfolge von William Baylies antrat. Nach einer Wiederwahl konnte er bis zu seinem Rücktritt am 26. Juli 1820 im Kongress verbleiben. Nach dem Ende seiner Zeit im US-Repräsentantenhaus war Zabdiel Sampson bis zu seinem Tod Leiter der Zollbehörde in Plymouth. Dort ist er am 19. Juli 1828 auch verstorben.